# Сесса, Джерардо
Джерардо Сесса (Gerardo Da Sessa, O.Cist., его имя также пишут как Gherardo, а фамилию — Sessa, Sessio, Sessi) — католический церковный деятель XIII века. Был каноником Пармского кафедрального собора. В 1209 году стал епископом Новары, 4 мая 1211 года — архиепископом Милана. На консистории 1211 года был провозглашён кардиналом-епископом диоцеза Альбано. Был легатом в папской области, оккупированной на тот момент Оттоном IV.